# Nadillac
Nadillac est une commune française, située dans le centre du département du Lot en région Occitanie.
Elle est également dans le causse de Gramat, le plus vaste et le plus sauvage des quatre causses du Quercy.
Exposée à un climat océanique altéré, elle est drainée par la Rauze et par un autre cours d'eau. Incluse dans le parc naturel régional des Causses du Quercy, qui a depuis 2017 le label de géoparc mondial Unesco, la commune possède un patrimoine naturel remarquable : un site Natura 2000 (les « vallées de la Rauze et du Vers et vallons tributaires ») et une zone naturelle d'intérêt écologique, faunistique et floristique.
Nadillac est une commune rurale qui compte 73 habitants en 2022, après avoir connu un pic de population de 330 habitants en 1793.  Elle fait partie de l'aire d'attraction de Cahors. Ses habitants sont appelés les Nadillacois ou  Nadillacoises.

## Géographie
Située en Quercy dans le parc naturel régional des Causses du Quercy.

### Communes limitrophes
Nadillac est limitrophe de cinq autres communes.
Les communes limitrophes sont  Bellefont-La Rauze, Cras, Francoulès, Les Pechs du Vers et Ussel.
|            | Ussel              | Les Pechs du Vers |
| Francoulès | Nadillac           | Cras              |
|            | Bellefont-La Rauze |                   |

### Climat
Pour des articles plus généraux, voir Climat de l'Occitanie et Climat du Lot.
En 2010, le climat de la commune est de type climat océanique altéré, selon une étude s'appuyant sur une série de données couvrant la période 1971-2000. En 2020, Météo-France publie une typologie des climats de la France métropolitaine dans laquelle la commune est toujours exposée à un climat océanique altéré et est dans la région climatique Ouest et nord-ouest du Massif Central, caractérisée par une pluviométrie annuelle de 900 à 1 500 mm, maximale en automne et en hiver.
Pour la période 1971-2000, la température annuelle moyenne est de 12,2 °C, avec une amplitude thermique annuelle de 15,2 °C. Le cumul annuel moyen de précipitations est de 920 mm, avec 10,2 jours de précipitations en janvier et 6,5 jours en juillet. Pour la période 1991-2020, la température moyenne annuelle observée sur la station météorologique la plus proche, située sur la commune de Lunegarde à 19 km à vol d'oiseau, est de 12,6 °C et le cumul annuel moyen de précipitations est de 828,1 mm,. Pour l'avenir, les paramètres climatiques de la commune estimés pour 2050 selon différents scénarios d’émission de gaz à effet de serre sont consultables sur un site dédié publié par Météo-France en novembre 2022.

### Milieux naturels et biodiversité

#### Espaces protégés
La protection réglementaire est le mode d’intervention le plus fort pour préserver des espaces naturels remarquables et leur biodiversité associée,.
La commune fait partie du parc naturel régional des Causses du Quercy, un espace protégé créé en 1999 et d'une superficie de 183 039 ha, qui s'étend sur 102 communes du département du Lot. La cohérence du territoire du Parc s’est fondée sur l’unité géologique d’un même socle de massif karstique, entaillé de profondes vallées. Le périmètre repose sur une unité de paysages autour de la pierre et du bâti (souvent en pierre sèche), de l’empreinte des pelouses sèches et du pastoralisme et de l’omniprésence des patrimoines naturels et culturels,. Ce parc a été classé Géoparc en mai 2017 sous la dénomination « géoparc des causses du Quercy », faisant dès lors partie du réseau mondial des Géoparcs, soutenu par l’UNESCO,.

#### Réseau Natura 2000

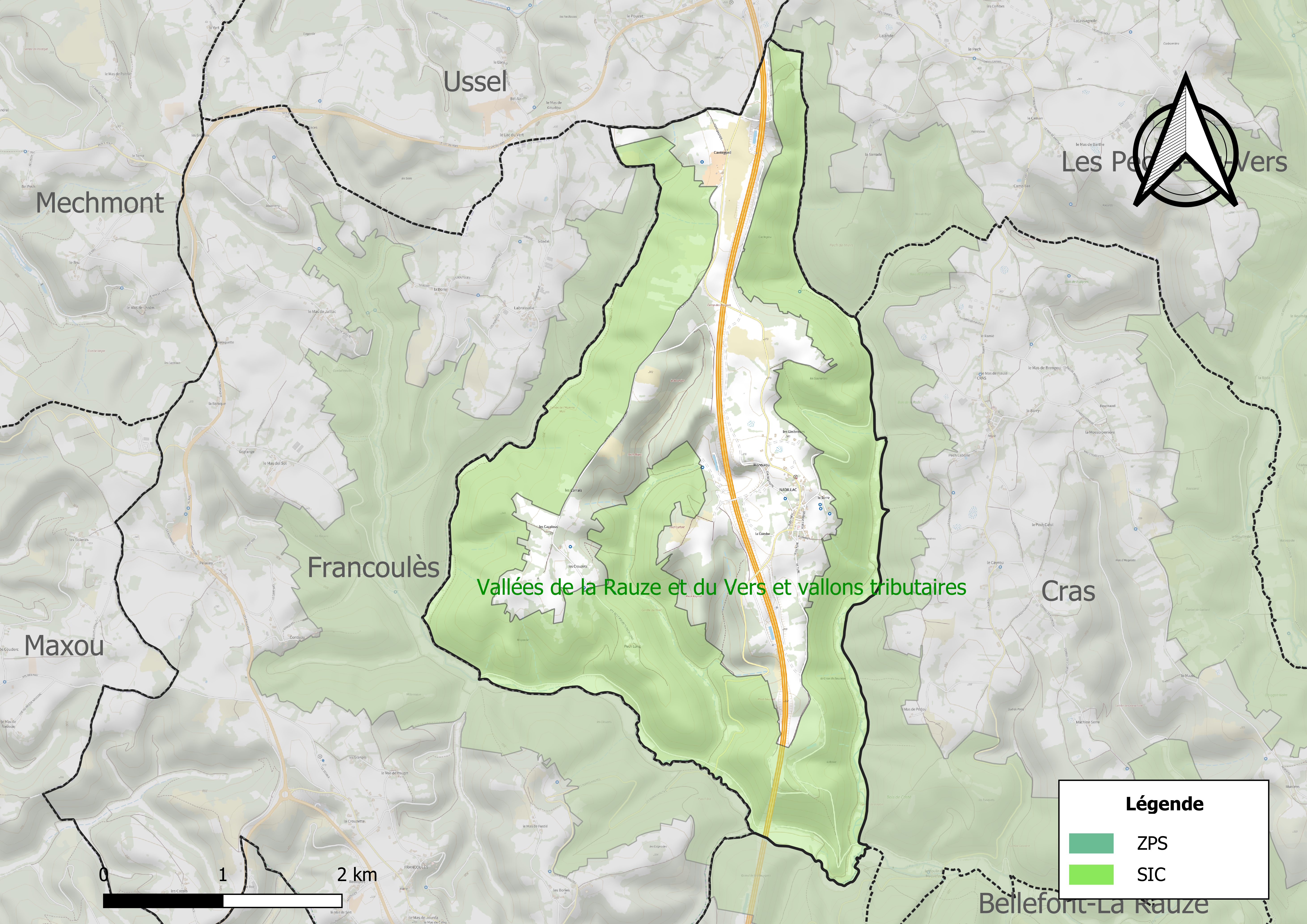
Site Natura 2000 sur le territoire communal.

Le réseau Natura 2000 est un réseau écologique européen de sites naturels d'intérêt écologique élaboré à partir des directives habitats et oiseaux, constitué de zones spéciales de conservation (ZSC) et de zones de protection spéciale (ZPS).
Un site Natura 2000 a été défini sur la commune au titre de la directive habitats : les « vallées de la Rauze et du Vers et vallons tributaires », d'une superficie de 4 807 ha, présentant, en zone alluviale, un intérêt majeur pour des prairies de fauche souvent riches en orchidées (Dactylorhiza sesquipedalis, Orchis laxiflora, ponctuellement Coeloglossum viride) et constituant le biotope de Lycaena dispar.

#### Zones naturelles d'intérêt écologique, faunistique et floristique

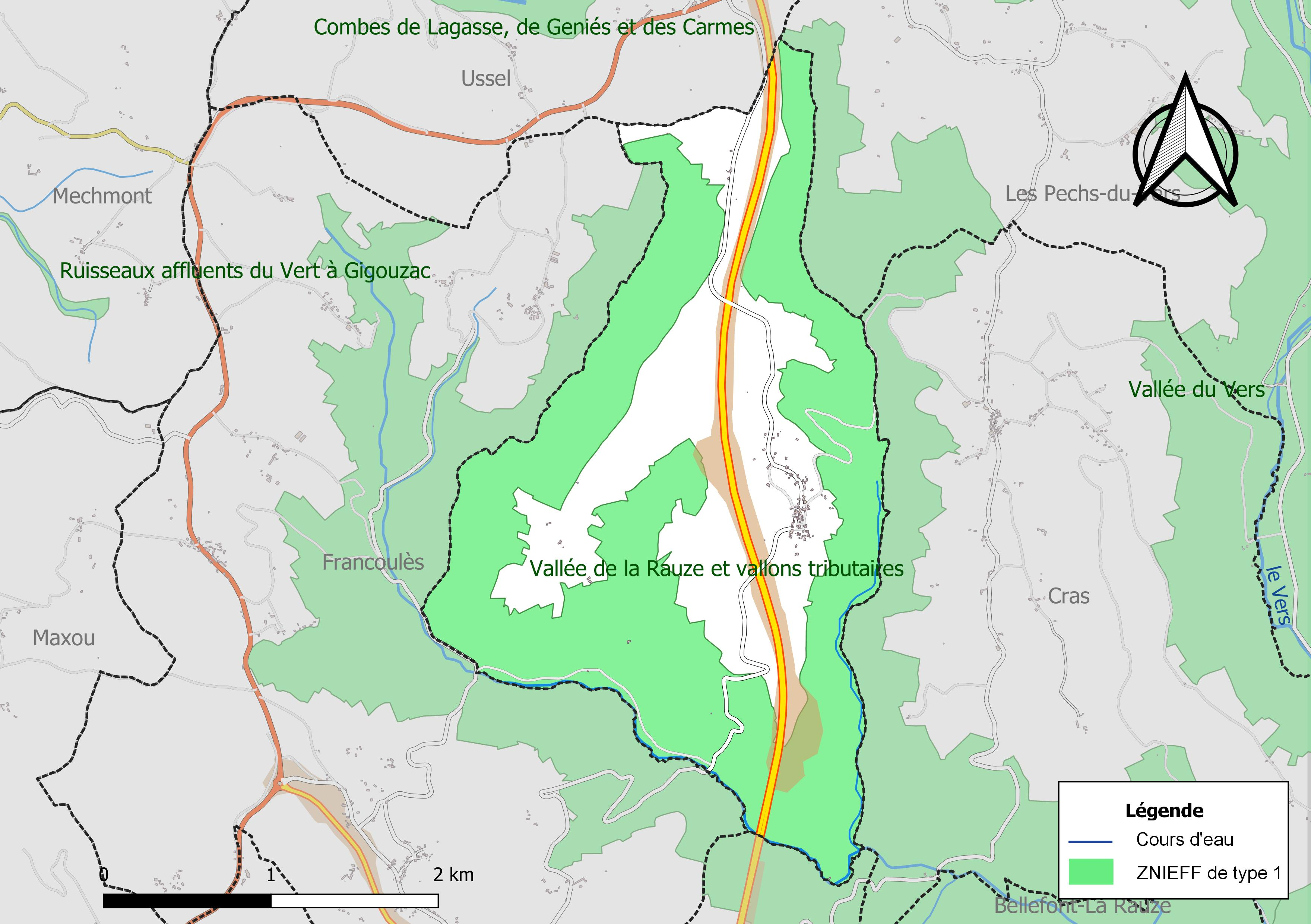
Carte de la ZNIEFF de type 1 localisée sur la commune.

L’inventaire des zones naturelles d'intérêt écologique, faunistique et floristique (ZNIEFF) a pour objectif de réaliser une couverture des zones les plus intéressantes sur le plan écologique, essentiellement dans la perspective d’améliorer la connaissance du patrimoine naturel national et de fournir aux différents décideurs un outil d’aide à la prise en compte de l’environnement dans l’aménagement du territoire.
Une ZNIEFF de type 1 est recensée sur la commune :
la « vallée de la Rauze et vallons tributaires » (1 377 ha), couvrant 6 communes du département.

## Urbanisme

### Typologie
Au 1er janvier 2024, Nadillac est catégorisée commune rurale à habitat très dispersé, selon la nouvelle grille communale de densité à sept niveaux définie par l'Insee en 2022.
Elle est située hors unité urbaine. Par ailleurs la commune fait partie de l'aire d'attraction de Cahors, dont elle est une commune de la couronne,. Cette aire, qui regroupe 78 communes, est catégorisée dans les aires de 50 000 à moins de 200 000 habitants,.

### Occupation des sols
L'occupation des sols de la commune, telle qu'elle ressort de la base de données européenne d’occupation biophysique des sols Corine Land Cover (CLC), est marquée par l'importance des forêts et milieux semi-naturels (72,9 % en 2018), en diminution par rapport à 1990 (78,4 %). La répartition détaillée en 2018 est la suivante : 
forêts (68,2 %), prairies (18,6 %), zones industrielles ou commerciales et réseaux de communication (8,5 %), milieux à végétation arbustive et/ou herbacée (4,8 %). L'évolution de l’occupation des sols de la commune et de ses infrastructures peut être observée sur les différentes représentations cartographiques du territoire : la carte de Cassini (XVIIIe siècle), la carte d'état-major (1820-1866) et les cartes ou photos aériennes de l'IGN pour la période actuelle (1950 à aujourd'hui).

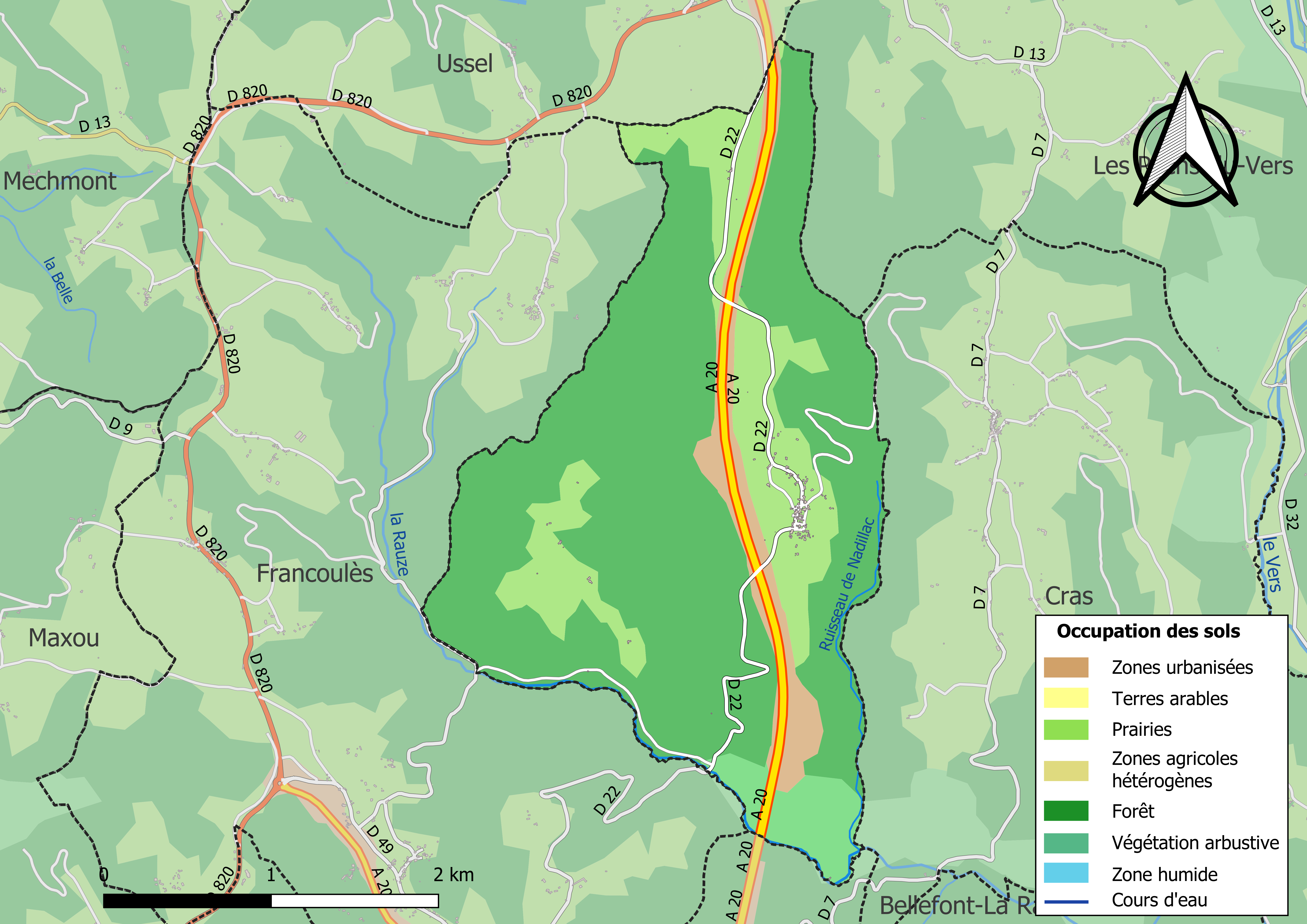
Carte des infrastructures et de l'occupation des sols de la commune en 2018 (CLC).

### Risques majeurs
Le territoire de la commune de Nadillac est vulnérable à différents aléas naturels : météorologiques (tempête, orage, neige, grand froid, canicule ou sécheresse), inondations, feux de forêts, mouvements de terrains et séisme (sismicité très faible). Il est également exposé à un risque technologique,  le transport de matières dangereuses. Un site publié par le BRGM permet d'évaluer simplement et rapidement les risques d'un bien localisé soit par son adresse soit par le numéro de sa parcelle.

#### Risques naturels
Certaines parties du territoire communal sont susceptibles d’être affectées par le risque d’inondation par débordement de cours d'eau, notamment La cartographie des zones inondables en ex-Midi-Pyrénées réalisée dans le cadre du XIe Contrat de plan État-région, visant à informer les citoyens et les décideurs sur le risque d’inondation, est accessible sur le site de la DREAL Occitanie. La commune a été reconnue en état de catastrophe naturelle au titre des dommages causés par les inondations et coulées de boue survenues en 1982, 1999 et 2005,.
Nadillac est exposée au risque de feu de forêt du fait de la présence sur son territoire du massif de la Moyenne vallée du Lot. Un plan départemental de protection des forêts contre les incendies a été approuvé par arrêté préfectoral le 30 novembre 2015 pour la période 2015-2025. Les propriétaires doivent ainsi couper les broussailles, les arbustes et les branches basses sur une profondeur de 50 mètres, aux abords des constructions, chantiers, travaux et installations de toute nature, situées à moins de 200 mètres de terrains en nature
de bois, forêts, plantations, reboisements, landes ou friches. Le brûlage des déchets issus de l’entretien des parcs et jardins des ménages et des collectivités est interdit. L’écobuage est également interdit, ainsi que les feux de type méchouis et barbecues, à l’exception de ceux prévus dans des installations fixes (non situées sous couvert d'arbres) constituant une dépendance d'habitation.

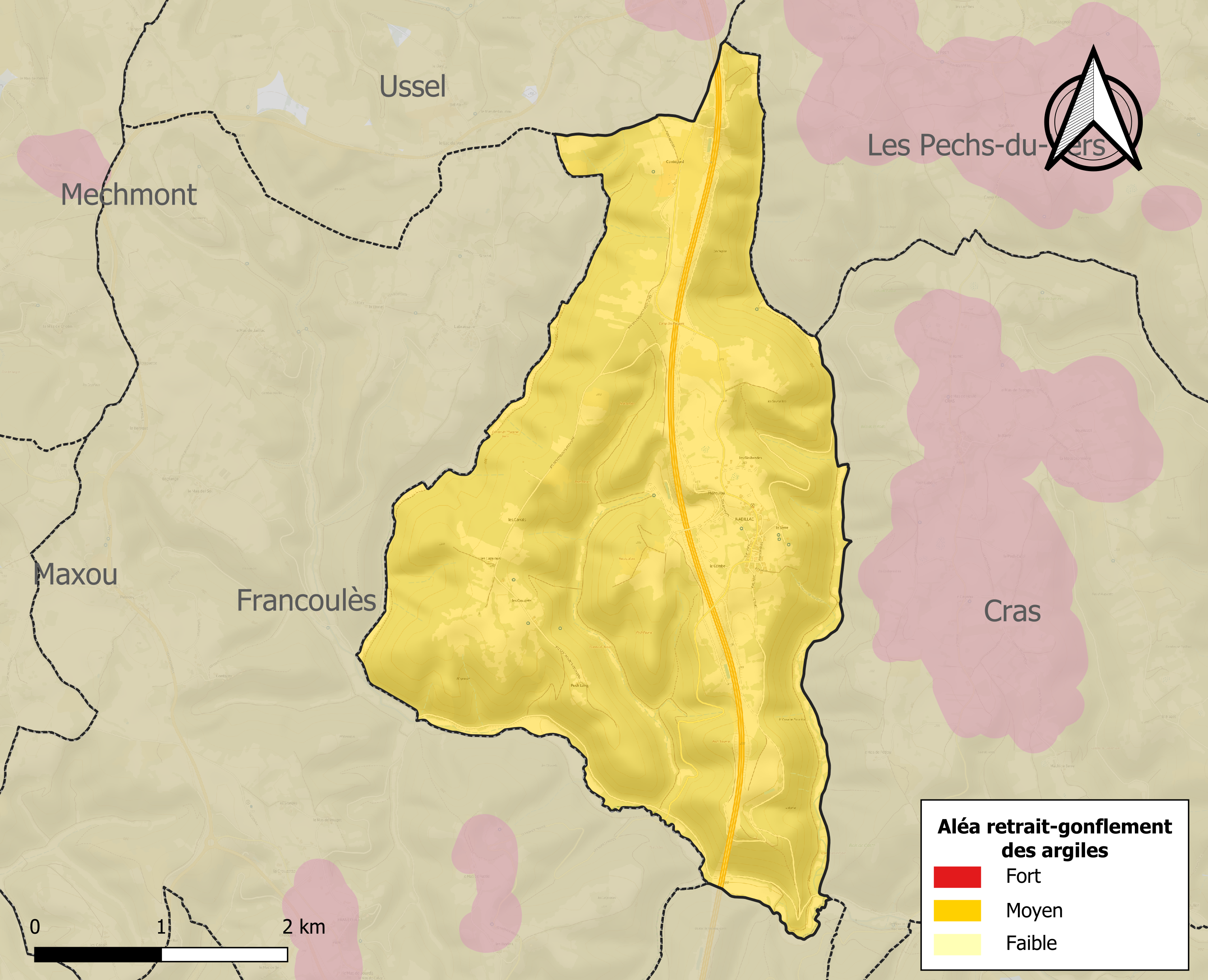
Carte des zones d'aléa retrait-gonflement des sols argileux de Nadillac.

Les mouvements de terrains susceptibles de se produire sur la commune sont des affaissements et effondrements liés aux cavités souterraines (hors mines) et des éboulements, chutes de pierres et de blocs. Par ailleurs, afin de mieux appréhender le risque d’affaissement de terrain, l'inventaire national des cavités souterraines permet de localiser celles situées sur la commune.
Le retrait-gonflement des sols argileux est susceptible d'engendrer des dommages importants aux bâtiments en cas d’alternance de périodes de sécheresse et de pluie. La totalité de la commune est en aléa moyen ou fort (67,7 % au niveau départemental et 48,5 % au niveau national). Sur les 55 bâtiments dénombrés sur la commune en 2019, 55 sont en aléa moyen ou fort, soit 100 %, à comparer aux 72 % au niveau départemental et 54 % au niveau national. Une cartographie de l'exposition du territoire national au retrait gonflement des sols argileux est disponible sur le site du BRGM,.
Par ailleurs, afin de mieux appréhender le risque d’affaissement de terrain, l'inventaire national des cavités souterraines permet de localiser celles situées sur la commune.
Concernant les mouvements de terrains, la commune a été reconnue en état de catastrophe naturelle au titre des dommages causés par des mouvements de terrain en 1999.

#### Risques technologiques
Le risque de transport de matières dangereuses sur la commune est lié à sa traversée par une route à fort trafic. Un accident se produisant sur une telle infrastructure est susceptible d’avoir des effets graves sur les biens, les personnes ou l'environnement, selon la nature du matériau transporté. Des dispositions d’urbanisme peuvent être préconisées en conséquence.

## Toponymie
Le toponyme Nadillac est basé sur l'anthroponyme latin ou roman Nadalius issu du surnom Natalius. La terminaison -ac est issue du suffixe gaulois -acon (lui-même du celtique commun *-āko-), souvent latinisé en -acum dans les textes.

## Histoire

### Les Templiers et les Hospitaliers
La paroisse et l'église ont appartenu aux Templiers du Bastit du Causse et de Cras comme l'atteste un compromis entre le prieur de la maison de Molières (Francoulès) et le commandeur Raymond de Robert signé en 1277. Le litige portait sur la dîme des blés d'un certain nombre de mas situés à la limite des paroisses de Vers et de Nadillac.
On retrouve ensuite « Nadailhac » parmi les membres de la commanderie hospitalière du Bastit. Quant à la seigneurie, elle n'a appartenu ni aux Templiers ni aux Hospitaliers, ils n'avaient des droits que sur la paroisse.

## Politique et administration
| Période                                  | Période    | Identité                 | Étiquette | Qualité                                                                                 |
| ---------------------------------------- | ---------- | ------------------------ | --------- | --------------------------------------------------------------------------------------- |
| 1792                                     | 1796       | François Grimal          |           |                                                                                         |
| 1796                                     | 1801       | Jean Soulacroix          |           |                                                                                         |
| 1801                                     | 1808       | Antoine Lavergne         |           |                                                                                         |
| 1808                                     | 1814       | Blaize Lagarrigue        |           |                                                                                         |
| 1814                                     | 1816       | Pierre Seppe             |           |                                                                                         |
| 1816                                     | 1848       | Raymond Marrou           |           |                                                                                         |
| 1848                                     | 1849       | Antoine Parrot           |           |                                                                                         |
| 1849                                     | 1852       | Raymond Férié            |           |                                                                                         |
| 1852                                     | 1853       | Raymond Marrou           |           |                                                                                         |
| 1853                                     | 1854       | Alithé Marrou            |           |                                                                                         |
| 1854                                     | 1860       | Jean Carbonel            |           |                                                                                         |
| 1860                                     | 1870       | Alithé Marou             |           |                                                                                         |
| 1870                                     | 1880       | Antoine Marcenac         |           |                                                                                         |
| 1880                                     | 1892       | Basile Sudres            |           |                                                                                         |
| 1892                                     | 1903       | Léon Grimal              |           |                                                                                         |
| 1903                                     | 1907       | Basile Sudres            |           |                                                                                         |
| 1907                                     | 1908       | Jean Besse               |           |                                                                                         |
| 1908                                     | 1912       | Joseph Hermet            |           |                                                                                         |
| 1912                                     | 1929       | Louis Dols               |           |                                                                                         |
| 1929                                     | 1933       | Paul Dufour              |           |                                                                                         |
| 1933                                     | 1945       | François Molinié         |           |                                                                                         |
| 1945                                     | 1947       | Paul Cosse               |           |                                                                                         |
| 1947                                     | 1971       | Louis Ernest Cabessut    |           |                                                                                         |
| 1971                                     | mars 1983  | Raymond Périé            |           |                                                                                         |
| mars 1983                                | mars 2001  | Robert Montaudié         |           |                                                                                         |
| mars 2001                                | avril 2014 | Géralde Nivel            |           |                                                                                         |
| avril 2014                               | mai 2014   | Délégation spéciale      |           |                                                                                         |
| mai 2014                                 | mai 2020   | Géralde Nivel-Costeraste |           |                                                                                         |
| mai 2020                                 | En cours   | Sophie Sarfati           | RE        | Directrice adjointe à la MSA Présidente de la CC du Causse de Labastide-Murat (2023 → ) |
| Les données manquantes sont à compléter. |            |                          |           |                                                                                         |

## Démographie
L'évolution du nombre d'habitants est connue à travers les recensements de la population effectués dans la commune depuis 1793. Pour les communes de moins de 10 000 habitants, une enquête de recensement portant sur toute la population est réalisée tous les cinq ans, les populations de référence des années intermédiaires étant quant à elles estimées par interpolation ou extrapolation. Pour la commune, le premier recensement exhaustif entrant dans le cadre du nouveau dispositif a été réalisé en 2005.

En 2022, la commune comptait 73 habitants, en évolution de +17,74 % par rapport à 2016 (Lot : +1,31 %, France hors Mayotte : +2,11 %).
| 1793 | 1866 | 1872 | 1876 | 1881 | 1886 | 1891 | 1896 | 1901 |
| ---- | ---- | ---- | ---- | ---- | ---- | ---- | ---- | ---- |
| 330  | 249  | 245  | 241  | 258  | 240  | 229  | 211  | 191  |

| 1906 | 1911 | 1921 | 1926 | 1931 | 1936 | 1946 | 1954 | 1962 |
| ---- | ---- | ---- | ---- | ---- | ---- | ---- | ---- | ---- |
| 166  | 146  | 127  | 112  | 100  | 107  | 86   | 64   | 63   |

| 1968 | 1975 | 1982 | 1990 | 1999 | 2005 | 2006 | 2010 | 2015 |
| ---- | ---- | ---- | ---- | ---- | ---- | ---- | ---- | ---- |
| 59   | 50   | 55   | 60   | 60   | 53   | 53   | 74   | 62   |

| 2020 | 2022 | - | - | - | - | - | - | - |
| ---- | ---- | - | - | - | - | - | - | - |
| 71   | 73   | - | - | - | - | - | - | - |

## Économie

### Emploi
|                | 2008  | 2013  | 2018   |
| -------------- | ----- | ----- | ------ |
| Commune        | 8,9 % | 2,4 % | 10,6 % |
| Département    | 7,3 % | 8,9 % | 9,6 %  |
| France entière | 8,3 % | 10 %  | 10 %   |

En 2018, la population âgée de 15 à 64 ans s'élève à 43 personnes, parmi lesquelles on compte 85,1 % d'actifs (74,5 % ayant un emploi et 10,6 % de chômeurs) et 14,9 % d'inactifs,. Depuis 2008, le taux de chômage communal (au sens du recensement) des 15-64 ans est supérieur à celui de la France et du département.
La commune fait partie de la couronne de l'aire d'attraction de Cahors, du fait qu'au moins 15 % des actifs travaillent dans le pôle,. Elle compte 7 emplois en 2018, contre 12 en 2013 et 7 en 2008. Le nombre d'actifs ayant un emploi résidant dans la commune est de 33, soit un indicateur de concentration d'emploi de 22,4 % et un taux d'activité parmi les 15 ans ou plus de 65 %.
Sur ces 33 actifs de 15 ans ou plus ayant un emploi, 6 travaillent dans la commune, soit 19 % des habitants. Pour se rendre au travail, 86,1 % des habitants utilisent un véhicule personnel ou de fonction à quatre roues, 5,6 % s'y rendent en deux-roues, à vélo ou à pied et 8,3 % n'ont pas besoin de transport (travail au domicile).

### Activités
7 établissements sont implantés  à Nadillac au 31 décembre 2019.
Le secteur de la construction est prépondérant sur la commune puisqu'il représente 57,1 % du nombre total d'établissements de la commune (4 sur les 7 entreprises implantées  à Nadillac), contre 13,9 % au niveau départemental.
Aucune exploitation agricole ayant son siège dans la commune n'est recensée lors du recensement agricole de 2020 (huit en 1988),.

## Culture locale et patrimoine

### Lieux et monuments
- Viaduc de la Rauze de 556 m et à une hauteur maximum de 101 m se situe sur la commune et porte l'autoroute A20.
- Église Saint-Martin, construite en 1884 (son clocher date de 1894). Une première restauration a été réalisée en 1938 ; pour cela, le curé de l'époque créa une pièce de théâtre avec les paroissiens, afin de recueillir des fonds. La dernière restauration est de 2004.
- Parc naturel régional des Causses du Quercy (97 communes, 1 760 km2).
- « Pierre Plantée », appelée aussi « Peyro Lebado » : monolithe vertical d'environ 1,45 mètre de haut qui fut renversé lors des travaux de construction de l'autoroute A20 et redressé depuis. 44° 34′ 44″ N, 1° 30′ 46″ E